# 拉塞尔维尔 (肯塔基州)
拉塞尔维尔（英語：Russellville）是美国肯塔基州的一座城市，建立于1798年，面积约为28平方公里（10.8平方英里）。根据2010年美国人口普查，该市的人口为6,960人。